# نورث پلینس، میشیگان
نورث پلینس (به انگلیسی: North Plains Township) یک منطقهٔ مسکونی در ایالات متحده آمریکا است که در شهرستان آیونیا، میشیگان واقع شده‌است.
 نورث پلینس ۹۳٫۱ کیلومتر مربع مساحت و ۱٬۳۶۶ نفر جمعیت دارد و ۲۳۵ متر بالاتر از سطح دریا واقع شده‌است.